# ووک دراشکوویچ
ووک دراشکوویچ (سیریلیک صربی: Вук Драшковић؛ زادهٔ ۲۹ نوامبر ۱۹۴۶) یک سیاست‌مدار اهل صربستان است.